# Polygonatum brevistylum
Polygonatum brevistylum är en sparrisväxtart som beskrevs av John Gilbert Baker. Polygonatum brevistylum ingår i släktet ramsar, och familjen sparrisväxter. Inga underarter finns listade i Catalogue of Life.